# Hohengöhren
Hohengöhren is een plaats en voormalige gemeente in de Duitse deelstaat Saksen-Anhalt, en maakt deel uit van de Landkreis Stendal.
Hohengöhren telt 445 inwoners.